# Leicester City Football Club 2024-2025
Questa voce raccoglie le informazioni riguardanti il Leicester City Football Club nelle competizioni ufficiali della stagione 2024-2025.

## Stagione
La stagione 2024-25 è la centoventesima nella storia del club, la prima stagione in Premier League, il primo livello del calcio inglese, dopo la vittoria e la conseguente promozione della stagione precedente dalla Football League Championship 2023-2024. Questa stagione vede il Leicester City impegnato, oltre che in campionato, anche in FA Cup ed in League Cup.
La stagione si apre con la partenza di nomina Enzo Maresca, ingaggiato dal Chelsea, e la nomina del nuovo allenatore Steve Cooper, il quale sottoscrive un contratto triennale. Il tecnico gallese ha portato come suo vice Alan Tate.
In League Cup la squadra, dopo aver superato il Tranmere al secondo turno e il Walsall ai rigori al terzo, viene eliminata ai sedicesimi per 5-2 dal Manchester Utd. Il Leicester perde contro il Man United anche al quarto turno di FA Cup, dopo aver superato solo il terzo contro il QPR.
Il 24 novembre 2024, con la squadra al 16º posto in campionato, la società decide di sollevare dall'incarico Cooper, insieme al suo vice Tate e e Steve Rands, affidando la gestione ad interim a Ben Dawson, con il supporto di Danny Alcock e Andrew Hughes per la partita contro il Brentford.
Il 29 novembre 2024 viene nominato come nuovo tecnico Ruud van Nistelrooy, il quale sottoscrive un contratto fino al 30 giugno 2027, confermando Hughes nel ruolo di vice; il successivo 5 dicembre, viene comunicato l'ingresso di Andy King prima con il ruolo di allenatore sviluppo e poi come collaboratore tecnico.
La gestione dell'olandese ex-Man United inizia con una vittoria per 3-1 contro il West Ham Utd il 3 dicembre 2024, seguito da un 2-2 contro il Brighton cinque giorni dopo, entrambe le partite giocate in casa; ma questa è soltanto l'illusione di un miglioramento delle cose. Nelle successive sette partite, perde in sequenza contro Newcastle Utd, Wolverhampton, Liverpool, Manchester City, Aston Villa, Crystal Palace e Fulham, segnando solo due reti, e in tal modo scivola sempre più nella zona retrocessione; dopo la vittoria in trasferta contro il Tottenham per 2-1, avvenuta il 26 gennaio del 2025, seguono altre otto sconfitte, stavolta senza neanche una rete segnata, che concretizzano lo spettro della Championship. Il digiuno di reti finisce solo con il pareggio nella partita di ritorno in casa del 12 aprile per 2-2 contro il Brighton, a cui segue la mazzata finale, avvenuta otto giorni dopo, rappresentata dalla sconfitta in casa contro il Liverpool capolista per 1-0, la nona partita in casa consecutiva senza segnare una rete (record assoluto in Premier League); il Leicester viene così aritmeticamente retrocesso con cinque giornate di anticipo, a 18 punti dal West Ham, e per la seconda volta in tre stagioni.

## Divise e sponsor
Lo sponsor tecnico, per la stagione 2024-2025, è Adidas, mentre gli sponsor ufficiali sono il nuovo main sponsor BC.GAME, società specializzata nella creazione di casinò con criptovalute, e lo sleeve sponsor Bia Saigon, società controllata dalla ThaiBev, multinazionale thailandese nel campo delle bevande, per tutte le divise.
| Casa | Trasferta | Third |

## Rosa
Rosa e numerazione sono aggiornati al 23 settembre 2024.
| N. |                        | Ruolo | Calciatore             |
| -- | ---------------------- | ----- | ---------------------- |
| 1  | Galles (bandiera)      | P     | Danny Ward             |
| 2  | Inghilterra (bandiera) | D     | James Justin           |
| 3  | Belgio (bandiera)      | D     | Wout Faes              |
| 4  | Inghilterra (bandiera) | D     | Conor Coady            |
| 5  | Italia (bandiera)      | D     | Caleb Okoli            |
| 6  | Nigeria (bandiera)     | C     | Wilfred Ndidi          |
| 7  | Ghana (bandiera)       | A     | Abdul Fatawu Issahaku  |
| 8  | Inghilterra (bandiera) | C     | Harry Winks            |
| 9  | Inghilterra (bandiera) | A     | Jamie Vardy (capitano) |
| 10 | Inghilterra (bandiera) | A     | Stephy Mavididi        |
| 11 | Marocco (bandiera)     | C     | Bilal El Khannouss     |
| 14 | Giamaica (bandiera)    | A     | Bobby Reid             |
| 15 | Australia (bandiera)   | D     | Harry Souttar          |
| 16 | Danimarca (bandiera)   | D     | Victor Kristiansen     |
| 17 | Bangladesh (bandiera)  | C     | Hamza Choudhury        |
| 18 | Ghana (bandiera)       | A     | Jordan Ayew            |
| 20 | Zambia (bandiera)      | A     | Patson Daka            |
| 21 | Portogallo (bandiera)  | D     | Ricardo Pereira        |
| 22 | Inghilterra (bandiera) | C     | Oliver Skipp           |

| N. |                        | Ruolo | Calciatore             |
| -- | ---------------------- | ----- | ---------------------- |
| 23 | Danimarca (bandiera)   | C     | Jannik Vestergaard     |
| 24 | Francia (bandiera)     | C     | Boubakary Soumaré      |
| 26 | Inghilterra (bandiera) | D     | Ben Nelson             |
| 27 | Portogallo (bandiera)  | C     | Wanya Marçal-Madivadua |
| 27 | Francia (bandiera)     | A     | Odsonne Édouard        |
| 28 | Irlanda (bandiera)     | A     | Tom Cannon             |
| 30 | Danimarca (bandiera)   | P     | Mads Hermansen         |
| 31 | Danimarca (bandiera)   | P     | Daniel Iversen         |
| 33 | Inghilterra (bandiera) | D     | Luke Thomas            |
| 34 | Inghilterra (bandiera) | C     | Michael Golding        |
| 35 | Irlanda (bandiera)     | C     | Kasey McAteer          |
| 37 | Inghilterra (bandiera) | C     | Will Alves             |
| 40 | Argentina (bandiera)   | C     | Facundo Buonanotte     |
| 41 | Polonia (bandiera)     | P     | Jakub Stolarczyk       |
| 44 | Inghilterra (bandiera) | C     | Sammy Braybrooke       |
| 47 | Inghilterra (bandiera) | C     | Arjan Raikhy           |
| 48 | Galles (bandiera)      | A     | Chris Popov            |
| 58 | Inghilterra (bandiera) | C     | Brandon Cover          |
| 93 | Inghilterra (bandiera) | C     | Jeremy Monga           |

## Calciomercato

### Sessione estiva(dal 14/6 al 30/8)
| Acquisti         | Acquisti           | Acquisti         | Acquisti                       |
| R.               | Nome               | da               | Modalità                       |
| ---------------- | ------------------ | ---------------- | ------------------------------ |
| P                | Daniel Iversen     | Stoke City       | fine prestito                  |
| D                | Victor Kristiansen | Bologna          | fine prestito                  |
| D                | Caleb Okoli        | Atalanta         | definitivo (17 mln €)          |
| D                | Luke Thomas        | Middlesbrough    | fine prestito                  |
| C                | Zach Booth         | Volendam         | fine prestito                  |
| C                | Facundo Buonanotte | Brighton         | prestito                       |
| C                | Bilal El Khannouss | Genk             | definitivo (20,5 mln €)        |
| C                | Michael Golding    | Chelsea          | definitivo (5,9 mln €)         |
| C                | Oliver Skipp       | Tottenham        | definitivo (23,5 mln €)        |
| C                | Boubakary Soumaré  | Siviglia         | fine prestito                  |
| A                | Jordan Ayew        | Crystal Palace   | definitivo (5,9 mln €)         |
| A                | Odsonne Edouard    | Crystal Palace   | prestito                       |
| A                | Issahaku Fatawu    | Sporting Lisbona | riscatto prestito (17,5 mln €) |
| A                | Nathan Opoku       | OH Lovanio       | fine prestito                  |
| A                | Bobby Reid         | Fulham           | svincolato                     |
| Altre operazioni |                    |                  |                                |
| R.               | Nome               | da               | Modalità                       |
| D                | Paul Appiah        | Maidstone Utd    | fine prestito                  |
| D                | Lewis Brunt        | Mansfield Town   | fine prestito                  |
| C                | Jack Lewis         | Basford Utd      | fine prestito                  |

| Cessioni         | Cessioni               | Cessioni             | Cessioni                |
| R.               | Nome                   | a                    | Modalità                |
| ---------------- | ---------------------- | -------------------- | ----------------------- |
| D                | Callum Doyle           | Manchester City      | fine prestito           |
| D                | Harry Souttar          | Sheffield Utd        | prestito                |
| C                | Marc Albrighton        |                      | ritirato                |
| C                | Zach Booth             | Excelsior            | definitivo              |
| C                | Kiernan Dewsbury-Hall  | Chelsea              | definitivo (35,4 mln €) |
| C                | Dennis Praet           | Anversa              | fine contratto          |
| A                | Yunus Akgün            | Galatasaray          | fine prestito           |
| A                | Kelechi Iheanacho      | Siviglia             | fine contratto          |
| A                | Tawanda Maswanhise     | Motherwell           | fine contratto          |
| Altre operazioni |                        |                      |                         |
| R.               | Nome                   | da                   | Modalità                |
| P                | Arlo Doherty           |                      | fine contratto          |
| P                | Brad Young             | Hartlepool Utd       | prestito                |
| D                | Paul Appiah            | Chelmsford City      | fine contratto          |
| D                | Lewis Brunt            | Wrexham              | definitivo              |
| D                | Shane Flynn            | Waterford            | fine contratto          |
| D                | Iestyn Hughes          |                      | fine contratto          |
| D                | Ben Nelson             | Oxford Utd           | prestito                |
| C                | Sammy Braybrooke       | Dundee               | prestito                |
| C                | Brandon Cover          | Port Vale            | prestito                |
| C                | Jack Lewis             | Louisville Cardinals | fine contratto          |
| A                | Tom Cannon             | Stoke City           | prestito                |
| A                | Wanya Marçal-Madivadua | De Graafschap        | prestito                |
| A                | Chris Popov            | Barrow               | prestito                |
| A                | Amani Richards         | Exeter City          | prestito                |
| A                | Silko Thomas           | Wigan                | prestito                |

### Sessione invernale
| Acquisti         | Acquisti         | Acquisti         | Acquisti         |
| R.               | Nome             | da               | Modalità         |
| Altre operazioni | Altre operazioni | Altre operazioni | Altre operazioni |
| R.               | Nome             | da               | Modalità         |
| ---------------- | ---------------- | ---------------- | ---------------- |
| A                | Tom Cannon       | Stoke City       | fine prestito    |

| Cessioni         | Cessioni        | Cessioni      | Cessioni                     |
| R.               | Nome            | a             | Modalità                     |
| ---------------- | --------------- | ------------- | ---------------------------- |
| A                | Tom Cannon      | Sheffield Utd | definitivo (11,85 milioni €) |
| C                | Hamza Choudhury | Sheffield Utd | prestito                     |
| Altre operazioni |                 |               |                              |
| R.               | Nome            | da            | Modalità                     |

## Risultati

### Premier League

#### Girone di andata
| Arbitro: | Kavanagh (Lancashire) |

|           |           |              |
| Vardy 57’ | Marcatori | 29’ P. Porro |

| Arbitro: | Bond (Lancashire) |

|                          |           |          |
| Smith Rowe 18’ Iwobi 70’ | Marcatori | 38’ Faes |

| Arbitro: | Coote (Nottinghamshire) |

|                |           |                     |
| Buonanotte 73’ | Marcatori | 28’ Onana 63’ Durán |

| Arbitro: | Harrington (Cleveland) |

|                          |           |                        |
| Mateta 47’, 90+2’ (rig.) | Marcatori | 21’ Vardy 46’ Mavididi |

| Arbitro: | England (Domcastet) |

|              |           |            |
| Mavididi 73’ | Marcatori | 12’ Ndiaye |

| Arbitro: | Barrott (Yorkshire) |

|                                                                |           |                 |
| Martinelli 20’ Trossard 45+1’ Ndidi 90+4’ (aut.) Havertz 90+9’ | Marcatori | 47’, 63’ Justin |

| Arbitro: | Bond (Lancashire) |

|                |           |  |
| Buonanotte 16’ | Marcatori |  |

| Arbitro: | Taylor (Cheshire) |

|                     |           |                                               |
| Archer 8’ Aribo 28’ | Marcatori | 64’ Buonanotte 74’ (rig.) Vardy 90+8’ J. Ayew |

| Arbitro: | Pawson (South Yorkshire) |

|           |           |                         |
| Vardy 23’ | Marcatori | 16’ Yates 47’, 60’ Wood |

| Arbitro: | Robinson (West Sussex) |

|           |           |               |
| Davis 55’ | Marcatori | 90+4’ J. Ayew |

| Arbitro: | Bankes |

|                                                      |           |  |
| B. Fernandes 17’ Kristiansen 38’ (aut.) Garnacho 82’ | Marcatori |  |

| Arbitro: | Madley |

|                      |           |                              |
| J. Ayew 90+5’ (rig.) | Marcatori | 15’ Jackson 75’ E. Fernández |

| Arbitro: | Oliver |

|                                  |           |                |
| Wissa 25’ Schade 29’, 45+8’, 59’ | Marcatori | 21’ Buonanotte |

| Arbitro: | J. Smith |

|                                    |           |                |
| Vardy 2’ El Khannouss 61’ Daka 90’ | Marcatori | 90+3’ Fullkrug |

| Arbitro: | Attwell |

|                      |           |                        |
| Vardy 86’ Reid 90+1’ | Marcatori | 37’ Lamptey 79’ Minteh |

| Arbitro: | Bramall |

|                                        |           |  |
| Murphy 30’, 60’ Guimarães 47’ Isak 50’ | Marcatori |  |

| Arbitro: | Taylor (Cheshire) |

|  |           |                                   |
|  | Marcatori | 19’ Guedes 36’ R. Gomes 44’ Cunha |

| Arbitro: | Bond |

|                                    |           |            |
| Gakpo 45+1’ C. Jones 49’ Salah 82’ | Marcatori | 6’ J. Ayew |

| Arbitro: | Oliver |

|  |           |                         |
|  | Marcatori | 21’ Savinho 74’ Haaland |

#### Girone di ritorno
| Arbitro: | Gillett |

|                        |           |              |
| Barkley 58’ Bailey 76’ | Marcatori | 63’ Mavididi |

| Arbitro: | A. Madley |

|  |           |                      |
|  | Marcatori | 52’ Mateta 78’ Guéhi |

| Arbitro: | Salisbury |

|  |           |                           |
|  | Marcatori | 48’ Smith Rowe 68’ Traoré |

| Arbitro: | R. Jones |

|                 |           |                            |
| Richarlison 33’ | Marcatori | 46’ Vardy 50’ El Khannouss |

| Arbitro: | D. Bond |

|                                          |           |  |
| Doucouré 1’ Beto 6’, 45+2’ I. Ndiaye 90’ | Marcatori |  |

| Arbitro: | Barrott |

|  |           |                 |
|  | Marcatori | 81’, 87’ Merino |

| Arbitro: | Harrington |

|  |           |                                                   |
|  | Marcatori | 17’ Wissa 27’ Mbeumo 32’ Nørgaard 89’ F. Carvalho |

| Arbitro: | Taylor |

|                                   |           |  |
| Souček 21’ Vestergaard 43’ (aut.) | Marcatori |  |

| Arbitro: | Robinson |

|               |           |  |
| Cucurella 60’ | Marcatori |  |

| Arbitro: | Bramall |

|  |           |                                           |
|  | Marcatori | 28’ Højlund 67’ Garnacho 90’ B. Fernandes |

| Arbitro: | England |

|                          |           |  |
| Grealish 2’ Marmoush 29’ | Marcatori |  |

| Arbitro: | R. Jones |

|  |           |                           |
|  | Marcatori | 2’, 11’ Murphy 34’ Barnes |

| Arbitro: | D. Bond |

|                                   |           |                        |
| João Pedro 31’ (rig.), 55’ (rig.) | Marcatori | 38’ Mavididi 74’ Okoli |

| Arbitro: | Attwell |

|  |           |                      |
|  | Marcatori | 76’ Alexander-Arnold |

| Arbitro: | Barrott |

|                                          |           |  |
| Cunha 33’ Strand Larsen 56’ R. Gomes 85’ | Marcatori |  |

| Arbitro: | Webb |

|                       |           |  |
| Vardy 17’ J. Ayew 44’ | Marcatori |  |

| Arbitro: | Harrington |

|                          |           |                          |
| Gibbs-White 25’ Wood 56’ | Marcatori | 16’ Coady 81’ Buonanotte |

| Arbitro: | Kitchen |

|                       |           |  |
| Vardy 28’ McAteer 69’ | Marcatori |  |

| Arbitro: | L. Smith |

|                  |           |  |
| Semenyo 74’, 88’ | Marcatori |  |

### FA Cup
| Arbitro: | Webb |

|                                                                        |           |                           |
| Justin 8’, 63’ Mavididi 35’ Buonanotte 38’ Vardy 51’ (rig.) Faes 90+3’ | Marcatori | 18’ J. Varane 45+2’ Kolli |

| Arbitro: | Salisbury |

|                           |           |          |
| Zirkzee 68’ Maguire 90+3’ | Marcatori | 42’ Reid |

### EFL Cup
| Arbitro: | Smith (Lancashire) |

|                                                     |           |  |
| J. Ayew 38’ Mavididi 51’ (rig.) Ndidi 71’ Winks 90’ | Marcatori |  |

| Arbitro: | Nield (West Yorkshire) |

|                      |                      |                        |
| Allen Okagbue Gordon | Tiri di rigore 0 – 3 | R. Pereira Coady Skipp |

| Arbitro: | A. Madley (West Yorkshire) |

|                                                      |           |                              |
| Casemiro 15’, 39’ Garnacho 28’ B. Fernandes 36’, 59’ | Marcatori | 33’ El Khannouss 45+3’ Coady |

## Statistiche

### Statistiche di squadra
Aggiornate al 18 maggio 2025.
| Competizione   | Punti | In casa | In casa | In casa | In casa | In casa | In casa | In trasferta | In trasferta | In trasferta | In trasferta | In trasferta | In trasferta | Totale | Totale | Totale | Totale | Totale | Totale | DR  |
| Competizione   | Punti | G       | V       | N       | P       | Gf      | Gs      | G            | V            | N            | P            | Gf           | Gs           | G      | V      | N      | P      | Gf     | Gs     | DR  |
| -------------- | ----- | ------- | ------- | ------- | ------- | ------- | ------- | ------------ | ------------ | ------------ | ------------ | ------------ | ------------ | ------ | ------ | ------ | ------ | ------ | ------ | --- |
| Premier League | 25    | 19      | 4       | 3       | 12      | 15      | 34      | 18           | 2            | 4            | 11           | 18           | 45           | 37     | 6      | 7      | 24     | 33     | 78     | -45 |
| FA Cup         | -     | 1       | 1       | 0       | 0       | 6       | 2       | 1            | 0            | 0            | 1            | 1            | 2            | 2      | 1      | 0      | 1      | 7      | 4      | +3  |
| EFL Cup        | -     | 1       | 1       | 0       | 0       | 4       | 0       | 2            | 0            | 1            | 1            | 2            | 5            | 3      | 1      | 1      | 1      | 6      | 5      | +1  |
| Totale         | -     | 21      | 6       | 3       | 12      | 25      | 36      | 21           | 2            | 5            | 14           | 21           | 51           | 42     | 8      | 8      | 26     | 46     | 87     | -41 |

### Andamento in campionato
| Giornata  | 1  | 2  | 3  | 4  | 5  | 6  | 7  | 8  | 9  | 10 | 11 | 12 | 13 | 14 | 15 | 16 | 17 | 18 | 19 | 20 | 21 | 22 | 23 | 24 | 25 | 26 | 27 | 28 | 29 | 30 | 31 | 32 | 33 | 34 | 35 | 36 | 37 | 38 |
| --------- | -- | -- | -- | -- | -- | -- | -- | -- | -- | -- | -- | -- | -- | -- | -- | -- | -- | -- | -- | -- | -- | -- | -- | -- | -- | -- | -- | -- | -- | -- | -- | -- | -- | -- | -- | -- | -- | -- |
| Luogo     | C  | T  | C  | T  | C  | T  | C  | T  | C  | T  | T  | C  | T  | C  | C  | T  | C  | T  | T  | T  | C  | C  | T  | T  | C  | C  | T  | T  | C  | T  | C  | T  | C  | T  | C  | T  | C  | T  |
| Risultato | N  | P  | P  | N  | N  | P  | V  | V  | P  | N  | P  | P  | P  | V  | N  | P  | P  | P  | P  | P  | P  | P  | V  | P  | P  | P  | P  | P  | P  | P  | P  | N  | P  | P  | V  | N  | V  |    |
| Posizione | 10 | 15 | 15 | 15 | 15 | 17 | 15 | 14 | 14 | 15 | 15 | 16 | 16 | 16 | 16 | 16 | 17 | 18 | 19 | 19 | 19 | 19 | 17 | 18 | 19 | 19 | 19 | 19 | 19 | 19 | 19 | 19 | 19 | 19 | 19 | 19 | 18 |    |

Fonte: (EN) Tables, in Premier League.
Legenda:

Luogo: C = Casa; T = Trasferta. Risultato: V = Vittoria; N = Pareggio; P = Sconfitta.